# Arbiter uwagi
Arbiter uwagi – polski dramat z 2014 roku. Reżyserem i autorem scenariusza jest Jakub Polakowski.

## Obsada
- Piotr Żurawski jako Rafał
- Paweł Koślik jako brat
- Agata Wątróbska jako żona brata
- Barbara Horawianka jako babcia
- Katarzyna Zielińska jako Marianna
- Natalia Sikora jako dziwka
- Jacek Kwiecień jako Kura
- Sławomira Łozińska jako ciotka Kury
- Sebastian Stankiewicz jako człowiek o kuli
- Andrzej Konopka jako Sułtan
- Aleksandra Grzelak jako Beata
- Diana Zamojska jako autostopowiczka
- Krzysztof Brzazgoń jako właściciel warsztatu
- Grzegorz Kwiecień jako sprzedawca w monopolowym
- Krzysztof Szczerbiński jako Witek
- Zuzanna Grabowska jako ekspedientka w sklepie odzieżowym
- Karolina Piechota jako dresiara
- Wojciech Michalak jako tenisista